# Lictor
Genre
Lictor est un genre d'araignées aranéomorphes de la famille des Salticidae.

## Distribution
Les espèces de ce genre se rencontrent en Afrique de l'Ouest et en Afrique centrale.

## Liste des espèces
Selon World Spider Catalog (version 24.5, 25/10/2023) :
- Lictor conjugans (Szűts & Jocqué, 2001)
- Lictor mirabilis (Wesołowska & Russell-Smith, 2011)
- Lictor pavidus (Szűts & Jocqué, 2001)
- Lictor perspicuus (Wiśniewski & Wesołowska, 2013)
- Lictor tchimbele Wesołowska & Wiśniewski, 2023
- Lictor tentativus (Szűts & Jocqué, 2001)

## Systématique et taxinomie
Ce genre a été décrit par Wesołowska et Wiśniewski en 2023 dans les Salticidae.

## Publication originale
- Wesołowska & Wiśniewski, 2023 : « A contribution to thiratoscirtines from Central Africa with description of new genera and species (Araneae: Salticidae: Thiratoscirtina). » Annales Zoologici, vol. 73, no 3, p. 375-387.